# Feusisgarten

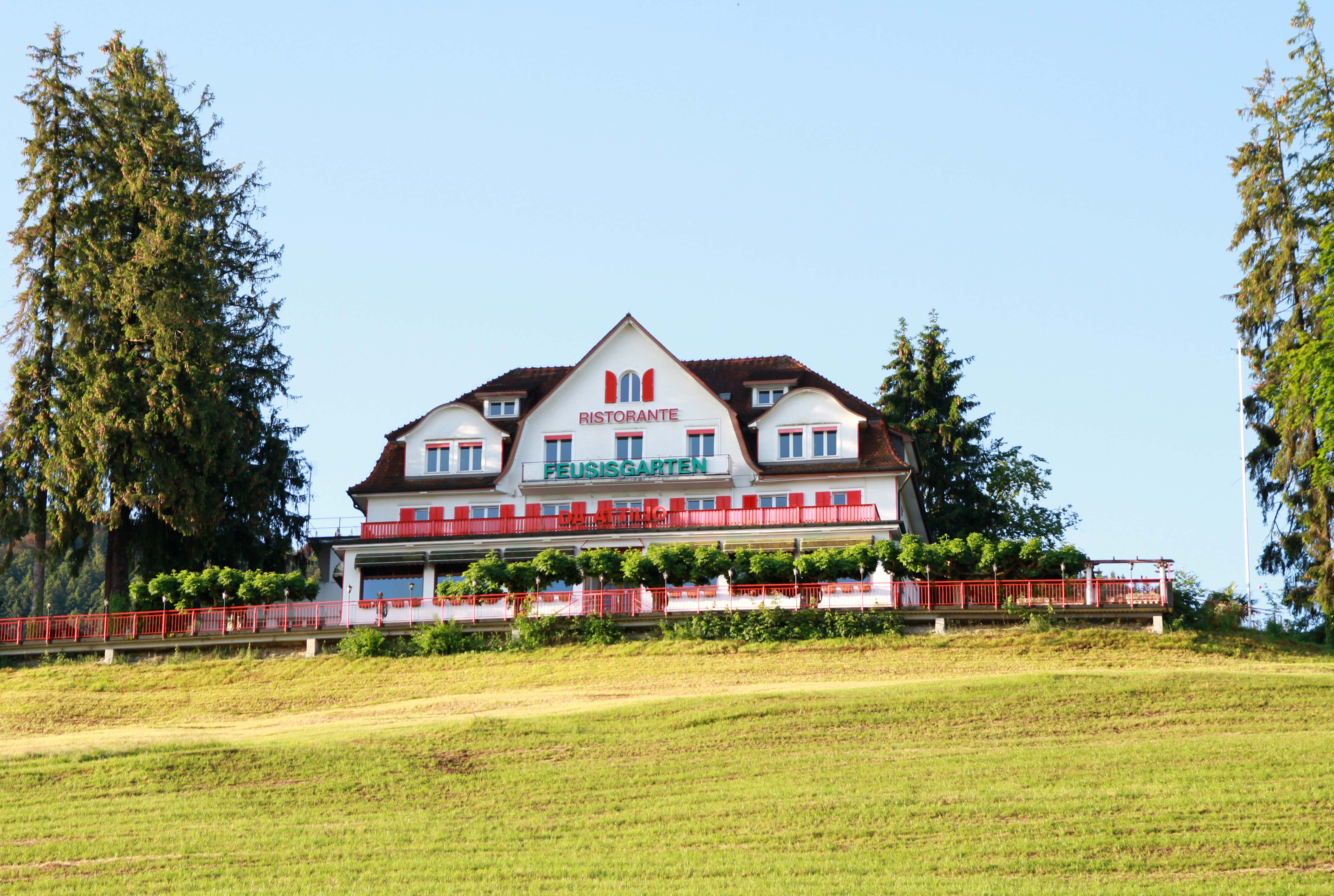
Feusisgarten, 2019

Der Feusisgarten ist ein ehemaliges Kurhaus in Feusisberg in der Ausserschwyz. Er liegt auf einer Anhöhe ausserhalb des Dorfes an einer Aussichtslage über dem Zürichsee und stammt aus der Blütezeit von Feusisberg als Luft- und Molkekurort im 19. Jahrhundert. Heute beherbergt das Gebäude ein Restaurant.

## Geschichte
Der Feusisgarten wurde 1847/1848 von Anton Feusi errichtet, nachdem die abgelegene und nur schwer erreichbare Streusiedlung Feusisberg in den 1860er-Jahren eine neue Strassenverbindung erhielt und als Luft- und Molkekurort aufblühte. 1893 kaufte der Einsiedler Augustin Oechslin das Kurhaus. In einem Zeitungsartikel aus dieser Zeit heisst es: «Das herrlich über dem Zürichsee, gerade der Ufenau gegenüber über dem Waldrand am Abhange des Etzel lieblich herniederschauende Feusisberg mit seinem hohen Kirchthurme hat zwei Pensionen, zum ‹Feusisgarten› und ‹Zur frohen Aussicht›. Das ausgedehnte erstere Etablissement zählte diesen Sommer bis zu 60 Kuranten (…).»
1897 kaufte J. Truttmann-Reding, vormals Wirt zum Grütli auf Seelisberg, den Feusisgarten. Aus der folgenden Zeit sind mehrere Ansichtskarten des Feusisgartens von Truttmann-Reding bekannt. 1913 brannte das Gebäude ab und wurde vom damaligen Besitzer Kränzlin durch den heutigen Neubau ersetzt. Nach Ende des Ersten Weltkriegs rentierte sich der Kurhausbetrieb nicht mehr, und die Liegenschaft wurde von den Krankenkassen der Bezirke Horgen und Meilen erworben, die das Gebäude als Erholungsheim verwendeten.
1978 erwarb die Korporation Wollerau den Feusisgarten. In den folgenden Jahrzehnten wurde darin ein Restaurant betrieben. 2019 verkaufte die Korporation die Liegenschaft im Baurecht an einen Investor, der Alterswohnungen errichten möchte. Der Feusisgarten steht nicht unter Denkmalschutz. Es kam zur Gründung einer «Interessensgemeinschaft Pro Feusisgarten», die die Unterschutzstellung des Feusisgartens zum Ziel hat. Ein von dieser IG in Auftrag gegebenes Gutachten kam zum Ergebnis, dass der Feusisgarten eine hohe baukulturelle Bedeutung hat und schutzwürdig sei.

## Beschreibung

### Bau von 1847/1848

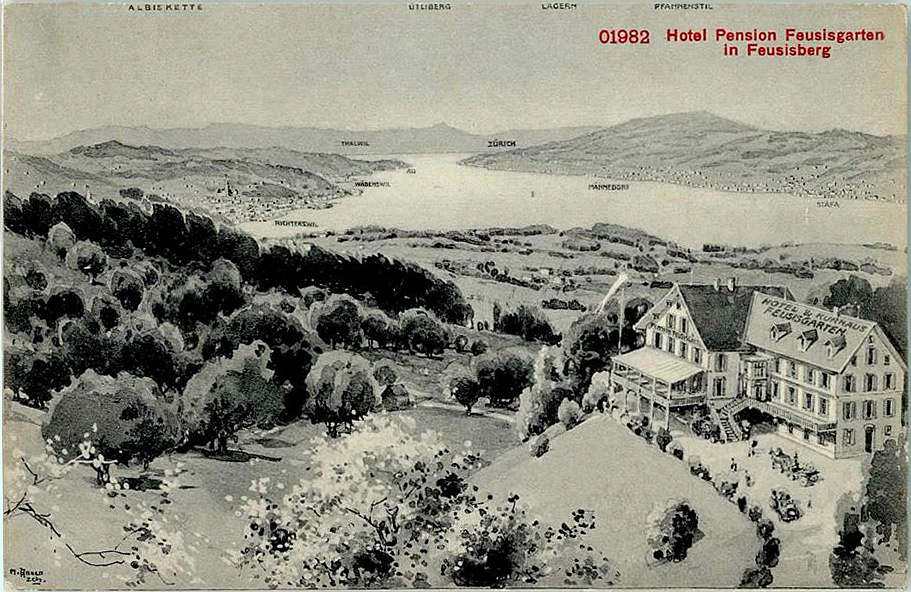
Ansichtskarte mit dem früheren Bau, 1902

Das ursprüngliche Gasthaus wurde in den folgenden Jahren zu einem Kurhotel ausgebaut und verfügte Ende des 19. Jahrhunderts über eine Trinkhalle, einen Garten und einen eigenen Schiessplatz. Das Hotel bestand aus zwei zusammengebauten dreigeschossigen Häusern, denen im ersten Obergeschoss grosse Balkone aus Holz vorgelagert waren. Die Giebelfassade des östlichen Hauses mit Satteldach war zur Strasse gerichtet. Das westliche Haus unter Kehrfirst war leicht nach Norden zurückversetzt.

### Bau von 1913

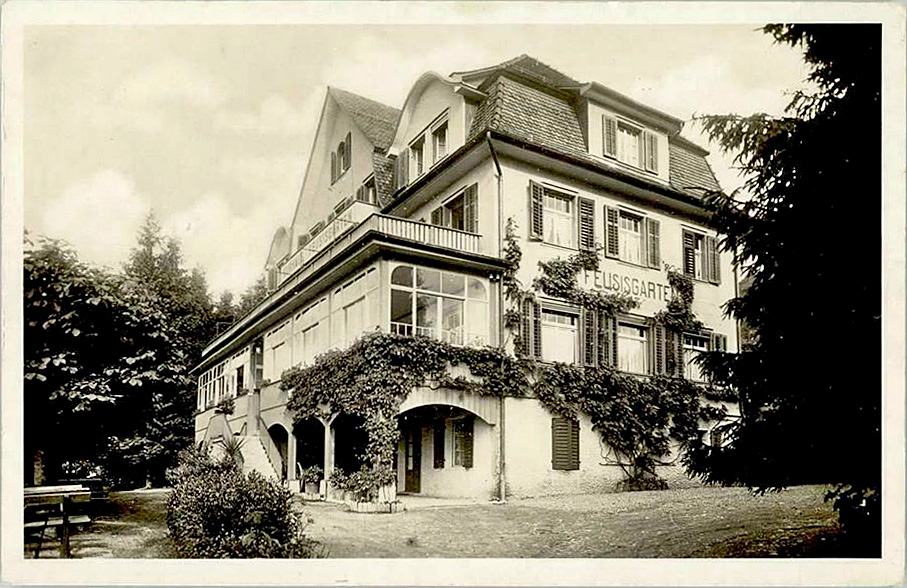
Ansichtskarte mit dem 1913 neu errichteten Bau, 1941

Es handelt sich um einen dreigeschossigen Bau mit Heimatstilformen. Das Erdgeschoss ist gemauert, die Obergeschosse sind verschindelt. Der Hauptfassade ist ein zweigeschossiger Anbau mit Flachdach vorgelagert, der heute vermauert und mit modernen Fenstern versehen ist. Das schlicht gestaltete Haus deckt ein mächtiges Mansardwalmdach, das an der Hauptfassade ein dreiachsiges geschweiftes Zwergdach und zwei seitliche Dachgauben mit rundbogigem Abschluss besitzt.

## Persönlichkeiten
In den Jahren 1947/1948 hielten sich die deutschen Schriftsteller Oda Schaefer und Horst Lange im Feusisgarten auf.
Der Schweizer Liederkomponist und Maler Artur Beul malte 1979 ein Bild, das die Terrasse des Feusisgartens mit Blick auf den Zürichsee zeigt.

## Bildergalerie

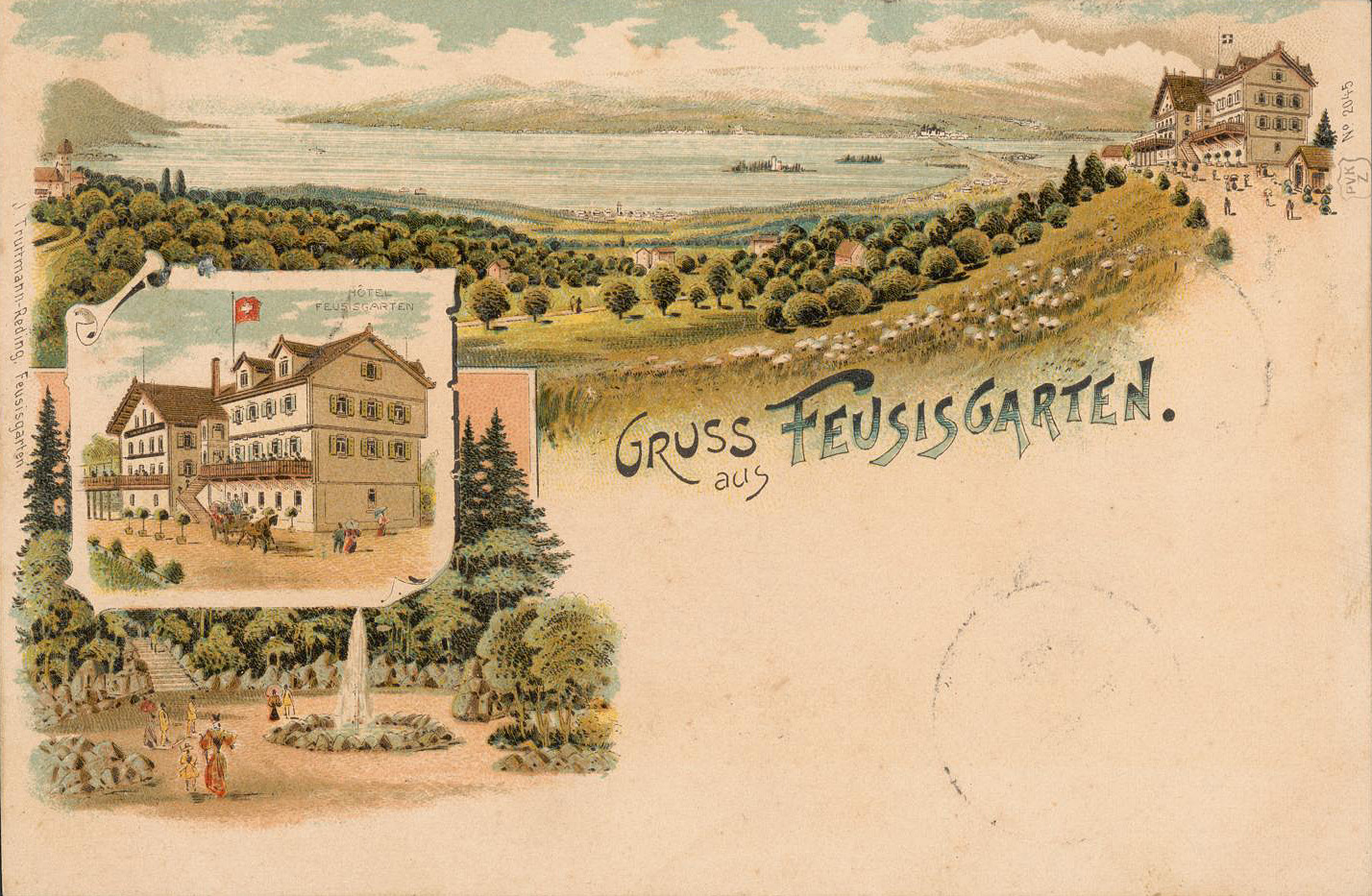
Ansichtskarte, 1902
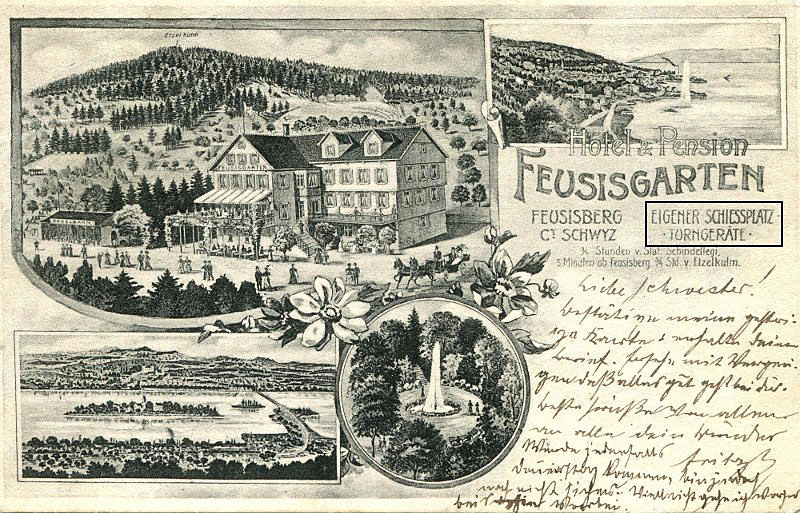
Ansichtskarte, 1903
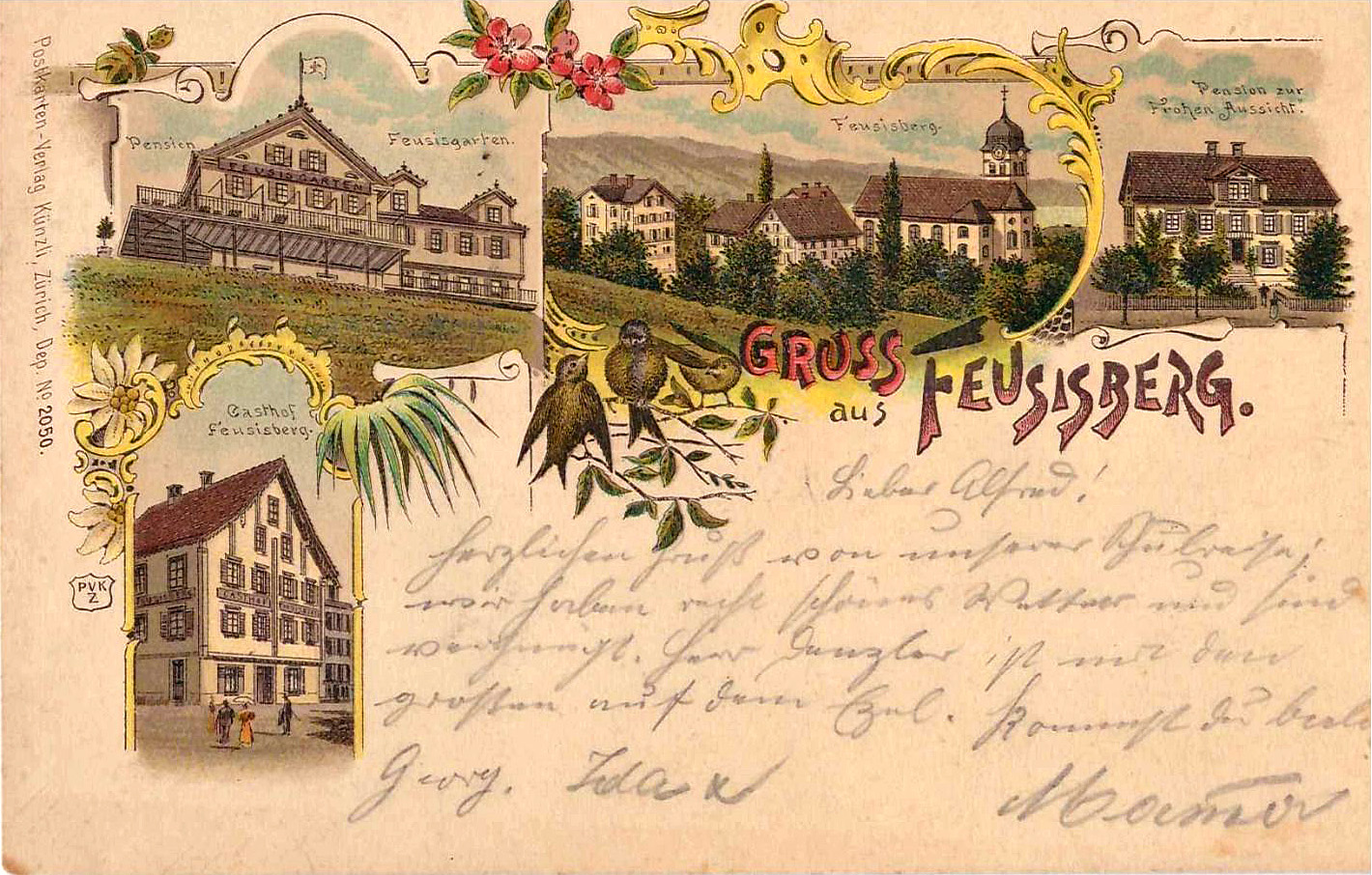
Ansichtskarte, 1907
Luftbild zwischen 1918 und 1937
Luftbild, 1957
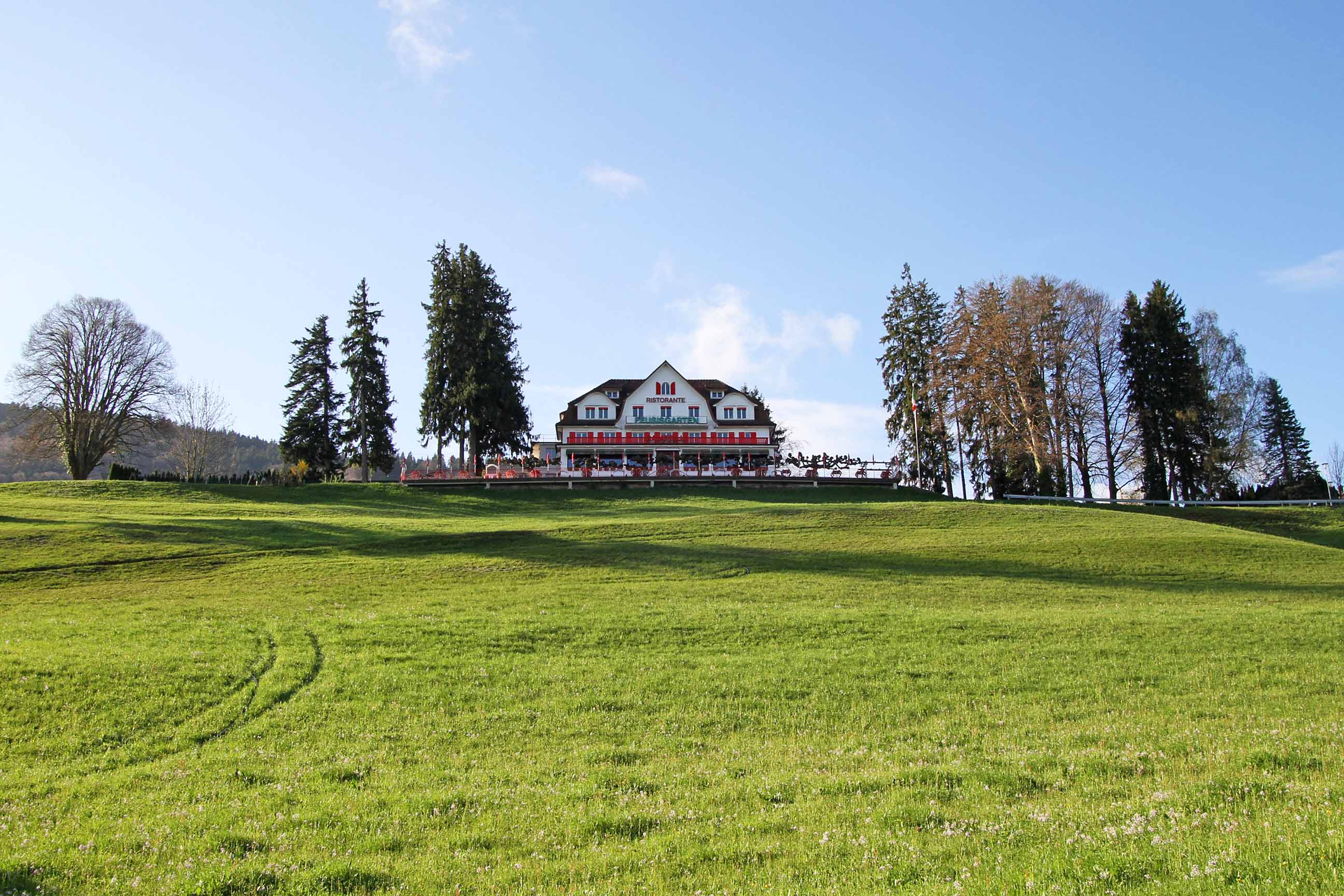
Feusisgarten, 2014
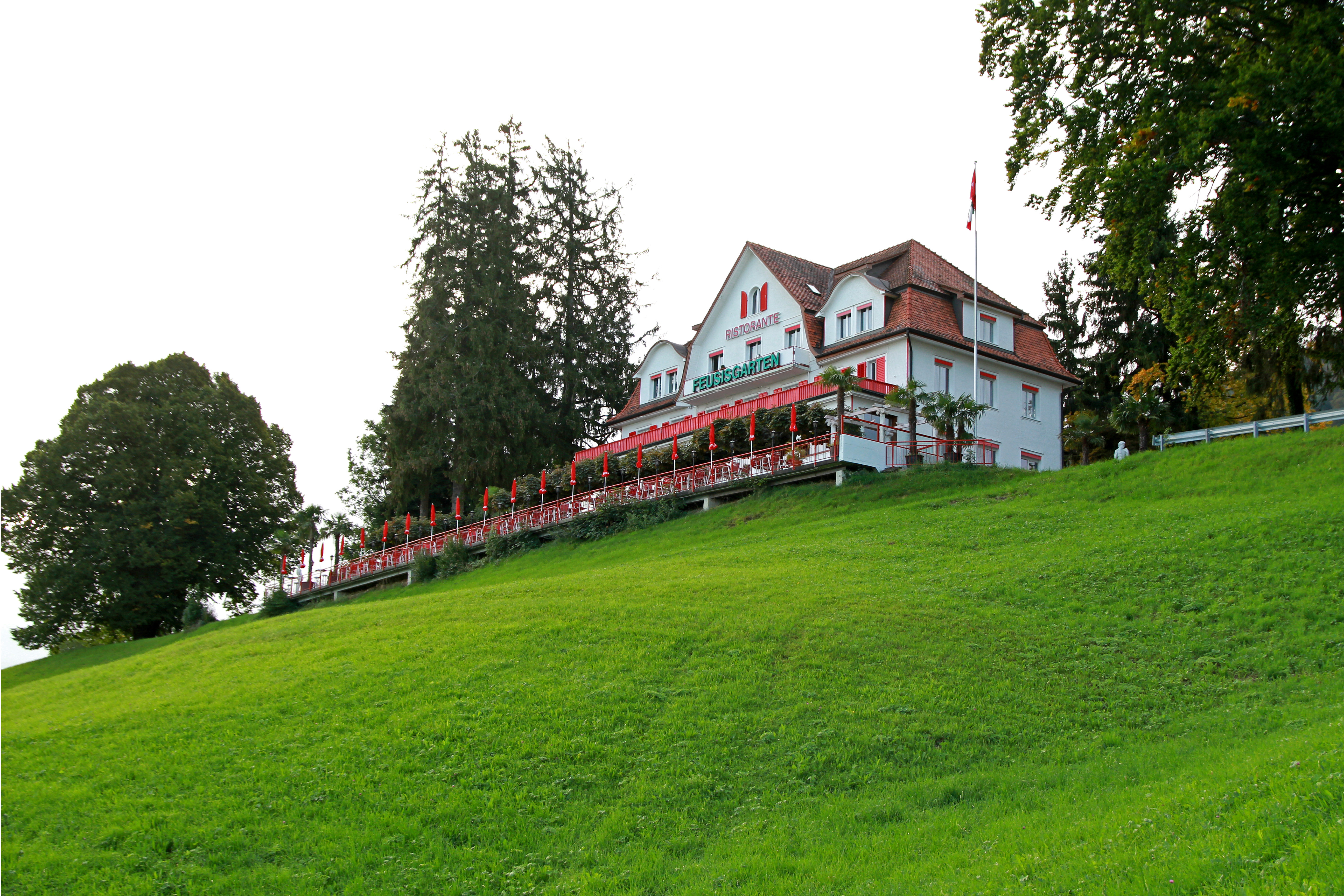
Feusisgarten, 2019
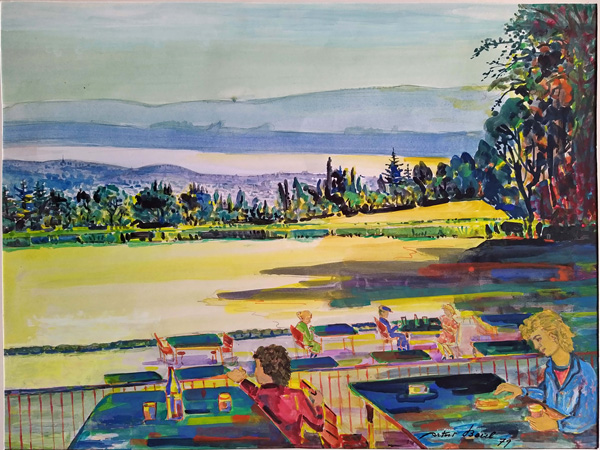
Artur Beul, Feusisgarten, 1979